# Ranulf II van Alife

Ranulf II van Alife (†1139) was kortstondig hertog van Apulië en Calabrië van 1136 tot 1139. Ranulf II was een afstammeling van Rainulf Drengot, grondlegger van de verovering van Zuid-Italië door de Normandiërs. Hij was getrouwd met Matilda, de zus van koning Rogier II van Sicilië, een afstammeling van Tancred van Hauteville.

## Context
Toen Willem II van Apulië, de neef van Rogier II, in 1127 zonder erfgenaam stierf, eiste Rogier II het hertogdom op. Paus Honorius II had bezwaar tegen deze uitbreiding en steunde Robert II van Capua als nieuwe hertog. Rogier II stuurde een leger en de paus haalde bakzeil.
Paus Honorius stierf in 1130 en er ontstond een schisma, er waren nu twee pausen. Keizer Lotharius III koos voor paus Innocentius II, Anacletus II kroonde Rogier II tot koning van Sicilië te Palermo. Koning Rogier II duidde zijn zoon Rogier III aan, als nieuwe hertog van Apulië en Calabrië. Robert II van Capua en Ranulf II van Alife schaarden zich nu achter de keizer. Er volgden twee veldslagen, de slag bij Nocera in 1132 en de slag bij Rignano in 1137, die Rogier II beide verloor. Ondertussen hadden keizer en paus, Ranulf II benoemd tot nieuwe hertog.
Rainulf II stierf op 30 april 1139 en zo werd Rogier III alsnog hertog van Apulië en Calabrië.